# La Defensa
|  | Pel que fa a la publicació de Reus de l'any 1885 vegeu La Defensa: periódico político semanal. |

La Defensa va ser una publicació republicana quinzenal editada a Igualada entre els anys 1932 i 1933.

## Descripció
Portava el subtítol «Portaveu del Partit Republicà Radical d'Igualada i Comarca».
La redacció i l'administració eren al carrer de Francesc Layret, núm. 32 (avui, Sant Magí), i a partir del núm. 20 (5 novembre 1932), a la rambla de Sant Isidre, núm. 18. S'imprimia a la Impremta Miranda. Tenia quatre pàgines, a tres columnes, amb un format de 44 x 32 cm. El primer número va sortir el 23 de gener de 1932 i l'últim, el 24, el 21 de gener de 1932.

## Continguts
A l'article de presentació comentaven «Si ens prenem amb indiferència que contínuament s'ataqui a la República, de que ens hauran valgut tants anys de lluita i sacrificis si ara que la tenim no correm amb destresa a fer-la forta, protegint-la i defensant-la?».
Publicava informació política: programes, conclusions de congressos, discursos, etc. També hi havia notícies locals, comentaris de les sessions de l'Ajuntament i sovint polèmiques amb els altres periòdics igualadins. A les eleccions al Parlament de Catalunya va fer una forta campanya de suport a la candidatura Republicana Radical encapçalada per Antoni Ambroa Carretero.
El director era Veremundo Bertan i Santacana, regidor republicà que va ser alcalde entre 1934 i 1936, que signava les editorials amb el pseudònim Vebersan. També hi col·laboraven J. Orpí Borràs, B. Juvells, Joan Ferrer i Farriol, Vicente Astor, Josep Torrents i Vinyau.

## Localització
- Biblioteca Central d'Igualada. Plaça de Cal Font. Igualada (col·lecció completa).